# Andrzej Czerwiński (polityk)
Andrzej Stanisław Czerwiński (ur. 8 listopada 1954 w Nowym Sączu) – polski polityk, samorządowiec, prezydent Nowego Sącza w latach 1994–2001, poseł na Sejm IV, V, VI, VII i VIII kadencji, w 2015 minister skarbu państwa.

## Życiorys
Jest synem Edwarda i Stanisławy. W 1979 ukończył studia na Wydziale Elektrotechniki, Automatyki i Elektroniki Akademii Górniczo Hutniczej w Krakowie (magister inżynier elektryk). Odbył następujące studia i kursy podyplomowe: Pensylwania – administracja publiczna – rozwój regionalny, Salzburg – przedsiębiorcze miasta, Kopenhaga – rozwój demokracji lokalnych, Akademia Ekonomiczna w Krakowie – organizacja i zarządzanie. W latach 1979–1989 pracował w Zakładzie Energetycznym Kraków Rejon w Nowym Sączu, następnie przez cztery lata prowadził własną firmę.
W 1993 został przewodniczącym zarządu wojewódzkiego Kongresu Liberalno-Demokratycznego. W 1994 objął to samo stanowisko w Unii Wolności. W 2001 przeszedł do Platformy Obywatelskiej.
W latach 1994–2001 pełnił funkcję prezydenta miasta Nowego Sącza, zasiadał też w radzie miasta. W 1999 był współzałożycielem Związku Powiatów Polskich, został członkiem zarządu ZPP oraz członkiem Komitetu Wykonawczego Rady Gmin i Regionów Europejskich (CEMR). Objął również funkcję przewodniczącego Konwentu Seniorów Państwowej Wyższej Szkoły Zawodowej w Nowym Sączu.
Od 2001 do 2007 sprawował mandat posła na Sejm IV i V kadencji wybranego z listy Platformy Obywatelskiej w okręgu nowosądeckim. W wyborach parlamentarnych w 2007 po raz trzeci został posłem, otrzymując 24 708 głosów. W 2011 z powodzeniem ubiegał się o reelekcję, dostał 16 723 głosy.
15 czerwca 2015 premier Ewa Kopacz poinformowała o wysunięciu jego kandydatury na urząd ministra skarbu. Stanowisko to objął następnego dnia. W wyborach w tym samym roku został ponownie wybrany do Sejmu, otrzymując 17 487 głosów. 16 listopada 2015 zakończył pełnienie funkcji ministra. W Sejmie VIII kadencji został członkiem Komisji do Spraw Energii i Skarbu Państwa oraz Komisji do Spraw Unii Europejskiej. W wyborach w 2019 nie uzyskał poselskiej reelekcji.

## Odznaczenia
W 2000 otrzymał Złoty Krzyż Zasługi. W 2015 został odznaczony Odznaką Honorową za Zasługi dla Samorządu Terytorialnego.